# Vladimir Arzumanyan
Pour les articles homonymes, voir Arzumanyan.
Vladimir Arzumanyan, né le 26 mai 1998 à Stepanakert, capitale du Haut-Karabagh, est un chanteur arménien. Il remporte le Concours Eurovision de la chanson junior en 2010 avec la chanson Mama pour son pays l'Arménie, dont c'est la première victoire dans un Concours Eurovision. Obtenant 120 points, il devance le second du concours, la Russie, d'un point seulement.